# Парламентские выборы в Того (1985)
Всеобщие выборы в Того состоялись 24 марта 1985 года. В стране была установлена однопартийная система и Объединение тоголезского народа была единственной разрешённой партией. 
В отличие от парламенстких выборов 1979 года, когда избиратели лишь подтвержадали представленный им единый список кандидатов, на этих выборах 216 кандидатов от Объединения тоголезского народа боролись за 77 постоянных и 22 резервных мест Национального собрания Явка составила 78,6%..

## Результаты
| Выбор                               | Голоса    | %    | Места | +/– |
| ----------------------------------- | --------- | ---- | ----- | --- |
| Объединение тоголезского народа     | 1 024 533 | 100  | 77    | +10 |
| Недействительных/пустых бюллетеней  | 12 422    | –    | –     | –   |
| Всего                               | 1 036 975 | 100  | 77    | +10 |
| Зарегистрированных избирателей/Явка | 1 319 439 | 78,6 |       |     |
| Источник: Nohlen et al.             |           |      |       |     |